# Anton Davidoglu
Anton Davidoglu (né le 30 juin 1876 à Bârlad, mort le 27 mai 1958 à Bucarest) est un mathématicien roumain spécialisé dans les équations différentielles.

## Biographie
Il a étudié avec Jacques Hadamard à l'École Normale Supérieure de Paris et a été professeur à l'Université de Bucarest. En 1913, il fut recteur fondateur de l'Académie d'études économiques de Bucarest. Il a également continué à enseigner à l'Université de Bucarest jusqu'à sa retraite en 1941.
Il est l'un des membres fondateurs de l'Académie des sciences de Roumanie et a figuré sur un timbre-poste roumain de 1976